# Eberhard Erthal
Eberhard Erthal, duhovnik, jezuitski redovnik in pisatelj, * (?) 1634, Celovec, † (?) 1665, Celovec.

## Življenje in delo
Leta 1658 je bil posvečen v duhovnika, postal profesor poetike na kolegiju v Zagrebu, kjer je 1661 izdal Horae poeticae. Leta 1663 se je vrnil kot profesor poetike v Celovec. Poleg raznih žalostink je spisal tudi dramo P. Decius Mus, ki je bila 1664 predstavljena na celovškem kolegiju. 